# Dietmar Willoweit

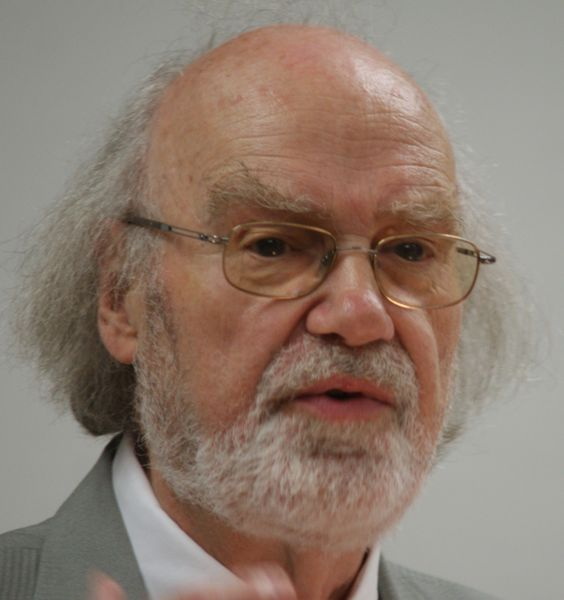
Dietmar Willoweit, 2015 bei einem Vortrag auf der Herbsttagung des Konstanzer Arbeitskreises für mittelalterliche Geschichte von Werner Maleczek aufgenommen

Dietmar Willoweit (* 17. Juli 1936 in Memel, Memelland; † 24. April 2023 in Würzburg) war ein deutscher Rechtswissenschaftler und Rechtshistoriker. Willoweit bekleidete Lehrstühle an den Universitäten FU Berlin (1974–1979), Tübingen (1979–1984) und Würzburg (1984–2004). Von 2006 bis 2010 war er Präsident der Bayerischen Akademie der Wissenschaften. In der Fachwelt trat er vor allem mit Arbeiten zur Verfassungsgeschichte hervor.

## Leben
Dietmar Willoweit besuchte ab 1942 die Schule in Memel/Klaipeda (heute Litauen), ab 1944 in Berggießhübel und ab 1948 in Aschaffenburg, wo er 1956 das Abitur ablegte. Anschließend studierte er von 1956 bis 1961 Rechtswissenschaft und Philosophie an den Universitäten Freiburg und Heidelberg. Er besuchte Lehrveranstaltungen bei Siegfried Reicke (Rechtsgeschichte), Hans Schneider (Öffentliches Recht), Alfred Weber, Götz Roth (Soziologie) und Dieter Henrich (Philosophie), Antanas Maceina (Philosophie) und Hans Reiner (Philosophie).
Das erste juristische Staatsexamen legte er ebenfalls 1961 in Heidelberg und 1965 das zweite juristische Staatsexamen in Bayern ab. Von 1965 bis 1966 war er für die Deutsche Bank in Würzburg und Frankfurt am Main sowie als Rechtsanwalt tätig. Bei Siegfried Reicke wurde er 1967 mit einer Arbeit über die Entstehung exemter Bistümer im deutschen Reichsverband promoviert. Von 1967 bis 1971 war er wissenschaftlicher Assistent an der Juristischen Fakultät Heidelberg bei Götz Landwehr. 1971 habilitierte er sich ebendort für die Fächer Deutsche Rechtsgeschichte, Bürgerliches Recht und Kirchenrecht mit einer Untersuchung über die Rechtsgrundlagen der Territorialgewalt. Von 1971 bis 1974 war Universitätsdozent, außerplanmäßiger Professor und hatte Lehrstuhlvertretungen in Hamburg, Regensburg und Münster sowie Lehraufträge in Mannheim.
Im Jahr 1974 nahm Willoweit einen Ruf auf einen Lehrstuhl an der Freien Universität Berlin an. Im Jahr 1979 wechselte er an die Universität Tübingen. Dort war er 1980/81 Dekan der Juristischen Fakultät Tübingen. Von 1984 bis zu seiner Emeritierung 2004 war er schließlich Inhaber des Lehrstuhls für Deutsche Rechtsgeschichte, Bürgerliches Recht und Kirchenrecht an der Universität Würzburg. Dort war er 1991/92 Dekan der Juristischen Fakultät Würzburg und 1991/96 Mitglied des Senats der Universität Würzburg.
1996/1997 war Willoweit Forschungsstipendiat am Historischen Kolleg in München. Von 1996 bis 2002 war er Präsident des Johann Gottfried Herder-Forschungsrates. Von Januar 2006 bis Ende 2010 war er Präsident der Bayerischen Akademie der Wissenschaften, der er seit 1988 als ordentliches Mitglied der Philosophisch-historischen Klasse angehörte. Von 2002 bis 2006 war er zudem Sekretär der Historischen Kommission. Dieses Amt legte er mit dem Amtsantritt als Präsident nieder, blieb dieser Einrichtung aber als stellvertretender Vorsitzender verbunden. Als 33. Präsident seit der Gründung der Münchener Akademie im Jahr 1759 trat er die Nachfolge des Chemikers Heinrich Nöth an. Er war von 1979 bis 1997 Herausgeber der Zeitschrift für Neuere Rechtsgeschichte. Willoweit war außerdem von 1981 bis 1985 Vorsitzender der Vereinigung für Verfassungsgeschichte.
Willoweit heiratete 1961. Aus der Ehe gingen drei Kinder hervor. Willoweit starb am 24. April 2023 im Alter von 86 Jahren in Würzburg und fand seine letzte Ruhestätte auf dem dortigen Hauptfriedhof.

## Forschungsschwerpunkte
Die wissenschaftlichen Schwerpunkte Willoweits waren unter anderem die mittelalterliche und neuzeitliche Verfassungsgeschichte, die ältere Geschichte des Strafrechts, die Geschichte der Rechtswissenschaft, die Rechtsgeschichte der Juden im Mittelalter, deutsches Fürstenrecht und Grundfragen der Rechtsphilosophie. In seinen Arbeiten behandelte er auch das Verhältnis Deutschlands zu seinen östlichen Nachbarn in älterer und neuerer Zeit. Willoweits 2019 in achter Auflage erschienene Deutsche Verfassungsgeschichte wurde unter anderem ins Japanische übersetzt. Zu den Handbüchern der Deutschen Verwaltungsgeschichte und der Germania Judaica sowie zum Handwörterbuch zur deutschen Rechtsgeschichte hat er wichtige Beiträge beigesteuert.
Von 1993 bis 1999 war er Sprecher des Schwerpunktprogramms der DFG „Die Entstehung des öffentlichen Strafrechts“. Die daraus resultierenden Untersuchungen zur Strafrechtsgeschichte wurden grundlegend. Darin konnte er zeigen, dass entgegen der lange Zeit verbreiteten Annahme ein „staatliches“ Strafrecht und Strafverfahren nicht bereits seit dem 12. Jahrhundert existierten, sondern sich erst bis zum Ende der frühen Neuzeit herausbildeten. Von 1994 bis 2000 war er Mitglied der DFG-Forschergruppe „Das Bild des Krieges im Wandel vom späten Mittelalter zur frühen Neuzeit“.
Als Präsident der Bayerischen Akademie der Wissenschaften war er Herausgeber und Mitautor eines 2009 veröffentlichten Bandes (Denker, Forscher und Entdecker) von Lebensläufen 22 Gelehrter in der 250-jährigen Geschichte der Akademie.
Wegweisend waren vor allem seine Forschungen zur Bildung des modernen Staates. In seiner Habilitation widerlegte er endgültig die Vorstellung eines allumfassenden mittelalterlichen und frühneuzeitlichen „Staates“. Er zeigte auf, dass sich die öffentliche Gewalt bis zum 18. Jahrhundert auf verschiedene einzelne Rechtstitel stützte.

## Ehrungen und Auszeichnungen
Für seine Forschungen wurden Willoweit zahlreiche wissenschaftliche Ehrungen und Mitgliedschaften zugesprochen. Im Jahr 2000 wurde er Mitglied der Historischen Kommission der Bayerischen Akademie der Wissenschaften. Außerdem war er Mitglied in der Kommission für bayerische Landesgeschichte, der Preußischen Historischen Kommission und dem Alemannischen Institut. Ihm wurde für seine Verdienste um die Erforschung und Vermittlung der deutschen Rechtsgeschichte der Brüder-Grimm-Preis der Philipps-Universität Marburg (2002) verliehen. Für seine Arbeit im Bereich der Rechtsgeschichte wurde ihm von der Universität Münster 2012 der Ernst-Hellmut-Vits-Preis zugesprochen. Außerdem erhielt er die Verfassungsmedaille des Freistaats Bayern in Silber (2010) und den Bayerischen Verdienstorden (2011). Er wurde 2010 Ehrenmitglied der Historischen Kommission für ost- und westpreußische Landesforschung. Die Juristische Fakultät der Universität Tübingen verlieh ihm 2011 für seine Forschungen auf dem Gebiet der modernen Staatsbildung die Ehrendoktorwürde. Im Jahr 2013 wurde er Ehrensenator der Julius-Maximilians-Universität Würzburg.

## Schriften (Auswahl)
Aufsatzsammlungen
- Staatsbildung und Jurisprudenz. Spätmittelalter und frühe Neuzeit. Gesammelte Aufsätze 2003–2016 (= Würzburger rechtswissenschaftliche Schriften. Bd. 105). Ergon Verlag, Baden-Baden 2019, ISBN 978-3-95650-551-5.
- Staatsbildung und Jurisprudenz. Spätmittelalter und frühe Neuzeit. Gesammelte Aufsätze 1974–2002 (= Bibliotheca eruditorum. Bd. 32). 2 Bände. Keip, Stockstadt am Main 2009, ISBN 978-3-8357-0999-7.

Monographien
- Rechtsdenken. Zwischen innergesellschaftlicher Rechtsbildung und hoheitlicher Rechtssetzung. Herausgegeben und auf Grundlage des vom Autor nahezu vollständig vollendeten Manuskripts ergänzt von Steffen Schlinker. Nomos, Baden-Baden 2024, ISBN 978-3-8487-8327-4.
- Reich und Staat. Eine kleine deutsche Verfassungsgeschichte (= Beck'sche Reihe. Bd. 2776). Beck, München 2013, ISBN 978-3-406-64615-7.
- Standesungleiche Ehen des regierenden hohen Adels in der neuzeitlichen deutschen Rechtsgeschichte. Rechtstatsachen und ihre rechtliche Beurteilung unter besonderer Berücksichtigung der Häuser Bayern und Pfalz (= Bayerische Akademie der Wissenschaften. Philosophisch-Historische Klasse. Sitzungsberichte. Jg. 2004, H. 5). Beck, München 2004, ISBN 3-7696-1629-4.
- mit Heinz Teufel: Land am Kurischen Haff. Ellert und Richter, Hamburg 2000, ISBN 3-89234-929-0.
- Die öffentlich-rechtlichen Gemeindenutzungsrechte in Bayern. Historische Genese und dogmatische Konsequenzen eines juristischen Interpretationsmodells (= Würzburger rechtswissenschaftliche Schriften. Bd. 1). Ergon, Würzburg 1994, ISBN 3-928034-51-0.
- Deutsche Verfassungsgeschichte. Vom Frankenreich bis zur Teilung Deutschlands. Ein Studienbuch. Beck, München 1990, ISBN 3-406-30948-8 (8., überarbeitete und wiederum erweiterte Auflage. ebenda 2019, ISBN 978-3-406-72635-4).
- Rechtsgrundlagen der Territorialgewalt. Landesobrigkeit, Herrschaftsrechte und Territorium in der Rechtswissenschaft der Neuzeit (= Forschungen zur deutschen Rechtsgeschichte. Bd. 11). Böhlau, Köln u. a. 1975, ISBN 3-412-20975-9 (Zugleich: Heidelberg, Universität, Habilitations-Schrift, 1975).

Herausgeberschaften
- mit Volker Friedrich Drecktrah: Rechtsprechung und Justizhoheit. Festschrift für Götz Landwehr zum 80. Geburtstag. Böhlau, Köln u. a. 2016, ISBN 978-3-412-50319-2.
- mit Lothar Gall: Judaism, Christianity, and Islam in the Course of History. Exchange and Conflicts (= Schriften des Historischen Kollegs. Kolloquien. Bd. 82). Oldenbourg, München 2011, ISBN 978-3-486-59707-3 (Digitalisat).
- mit Janine Fehn: Johann Gottfried Herder: Staat, Nation, Humanität. Ausgewählte Texte. Königshausen & Neumann, Würzburg 2007, ISBN 978-3-8260-3439-8.
- mit Hans Lemberg: Reiche und Territorien in Ostmitteleuropa. Historische Beziehungen und politische Herrschaftslegitimation (= Völker, Staaten und Kulturen in Ostmitteleuropa. Bd. 2). Oldenbourg, München 2006, ISBN 3-486-57839-1.
- mit Ulrike Seif: Europäische Verfassungsgeschichte (= Rechtshistorische Texte). Beck, München 2003, ISBN 3-406-49825-6.
- Die Begründung des Rechts als historisches Problem (= Schriften des Historischen Kollegs. Kolloquien. Bd. 45). Oldenbourg, München 2000, ISBN 3-486-56482-X (Digitalisat).
- Die Entstehung des öffentlichen Strafrechts. Bestandsaufnahme eines europäischen Forschungsproblem. Böhlau, Köln u. a. 1999, ISBN 3-412-15496-2.